# Iomega
LenovoEMC (anciennement Iomega), parfois dénommé Lenovo | EMC², était un producteur de produits de stockage externes, portables et en réseau. Établi dans les années 1980 à Roy, Utah, États-Unis sous le nom de Iomega, LenovoEMC a vendu plus de 410 millions de lecteurs et disques de stockage numérique. C’était autrefois une entreprise publique. Le lecteur Zip était le produit le plus remarquable d’Iomega. En 2018, Lenovo a abandonné la gamme de produits LenovoEMC.

## Opérations
Lenovo a annoncé la construction d’un centre de recherche et de développement près de São Paulo, au Brésil, en novembre 2013. Cette installation serait dédiée aux logiciels d’entreprise et prendrait en charge le développement par LenovoEMC de serveurs haut de gamme et de stockage en cloud. La construction coûterait 100 millions de dollars et environ 100 personnes seraient employées lors de l’installation. Il serait situé dans le parc scientifique et technologique de l’Université de Campinas, à environ 60 miles de São Paulo.

## Histoire

Logo Iomega

Iomega a démarré ses activités à Roy, dans l’Utah, aux États-Unis, en 1980 (la société a déménagé son siège social à San Diego, en Californie, en 2001). Pendant de nombreuses années, l’entreprise a été un nom important dans l’industrie du stockage de données. Le produit le plus célèbre d’Iomega est le lecteur Zip, il était révolutionnaire car il offrait des quantités de stockage relativement importantes sur des cartouches compactes facilement transportables. La capacité de 100 Mo du disque Zip d’origine était une énorme amélioration par rapport à la limitation de 1,44 Mo des disquettes standard. Le Zip Drive est devenu un périphérique interne et externe commun pour les ordinateurs et Mac compatibles IBM. Cependant, les cartouches de disque Zip tombaient parfois en panne après une courte période (communément appelée « clic de la mort »). Ce problème, combiné à la concurrence des lecteurs de CD-RW, a entraîné une baisse spectaculaire des ventes de lecteurs Zip, malgré les efforts ultérieurs pour introduire des versions de disque plus grandes de 250 Mo et 750 Mo. Iomega a finalement lancé un lecteur de CD-RW.
Sans les revenus de ses cartouches de stockage propriétaires, les ventes et les bénéfices d’Iomega ont considérablement diminué. Le cours de l’action d’Iomega, qui dépassait les 100 $ à son apogée dans les années 1990, a chuté à environ 2 $ au milieu des années 2000. Essayant de se trouver un créneau, Iomega a lancé des appareils tels que le lecteur MP3 HipZip, le FotoShow Digital Image Center et de nombreux disques durs externes, lecteurs optiques et produits NAS. Aucun de ces produits n’a eu de succès.
En 2012, le journaliste Vincent Verweij de la chaîne de télévision néerlandaise Katholieke Radio Omroep a révélé que le contenu d’au moins 16 000 appareils NAS Iomega était accessible au public sur Internet. Cela était dû au fait que les appareils étaient vendus avec la sécurité par mot de passe désactivée par défaut. Parmi les personnes concernées figuraient KLM, ING Group et Ballast Nedam, qui avaient divulgué des informations confidentielles de cette manière. Iomega USA a reconnu le problème et a déclaré que les futurs modèles (à partir de février 2013) viendraient avec la sécurité par mot de passe activée par défaut. La société a déclaré qu’elle informerait clairement les utilisateurs des risques liés aux données non sécurisées.

### Acquisition par EMC

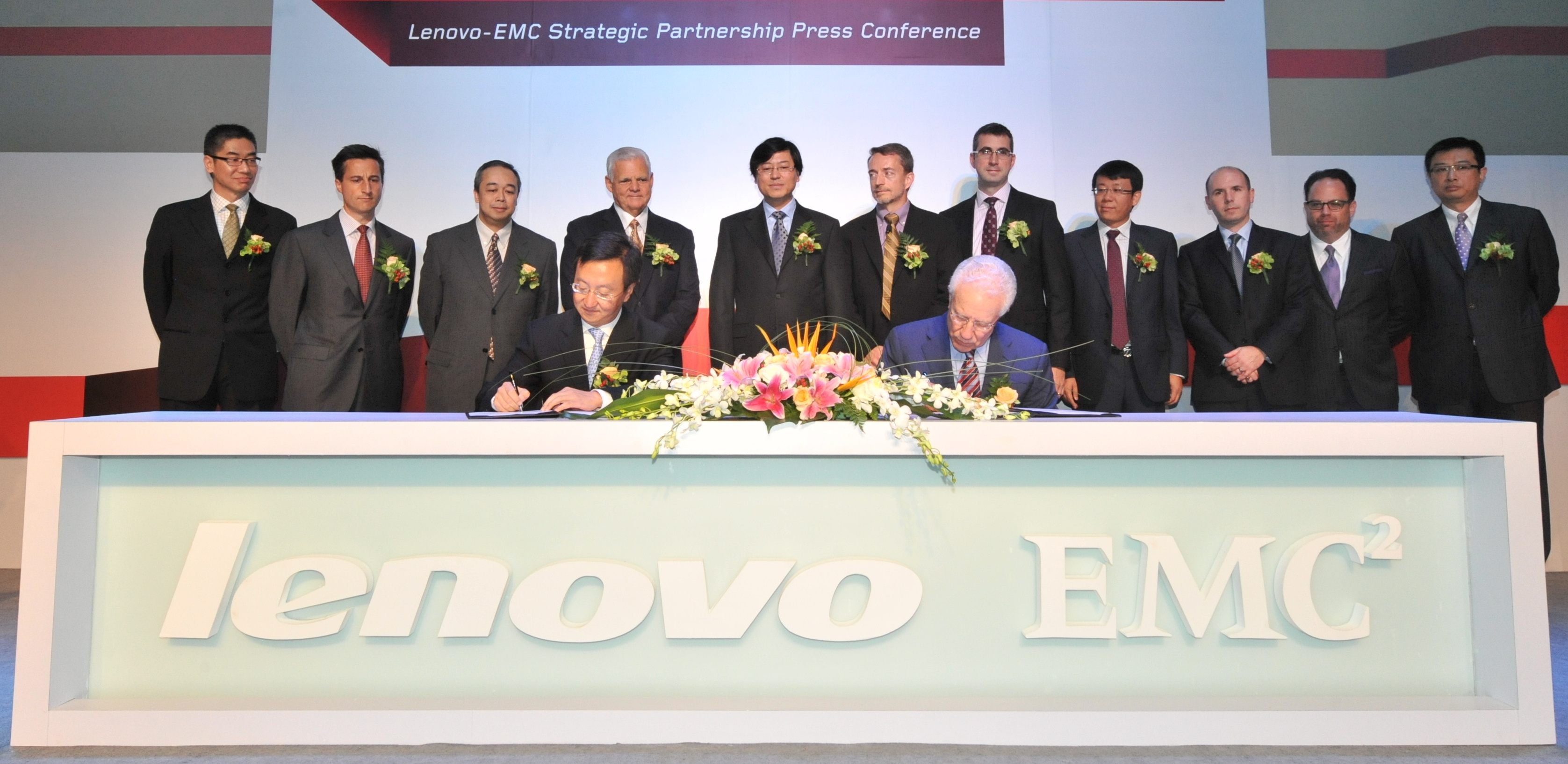
La cérémonie de signature qui a créé la coentreprise LenovoEMC

Le 8 avril 2008, EMC Corporation a annoncé son intention d’acquérir Iomega pour 213 millions de dollars US. L’acquisition a été finalisée en juin 2008, faisant d’Iomega la branche SOHO/SMB d’EMC. EMC a maintenu la marque Iomega en vie, via des produits tels que la gamme NAS StorCenter, l’adaptateur ScreenPlay TV Link et v. Cloner le logiciel de virtualisation.

### Coentreprise avec Lenovo
En 2013, EMC  forme une joint-venture avec la société de technologie chinoise Lenovo, nommée LenovoEMC, qui a repris les activités d’Iomega. LenovoEMC a renommé tous les produits Iomega sous son nom. LenovoEMC conçoit des produits pour les petites et moyennes entreprises qui ne peuvent pas se permettre un stockage de données de classe entreprise. LenovoEMC fait partie d’un partenariat plus large entre les deux sociétés annoncées en août 2012. Le partenariat comprend également un effort pour développer des serveurs x86 et permettre à Lenovo d’agir en tant qu’OEM pour certains matériels EMC. Lenovo devrait bénéficier de marges bénéficiaires relativement élevées du marché via les NAS. LenovoEMC fait partie du groupe de produits d’entreprise de Lenovo,,.

### 1980-1999
- 1980 : 1 avril, création d'Iomega [12]
- 1982 : Sortie du premier Bernoulli Box Drive (10 Mo)
- 1987 : septembre, expédition du premier modèle Bernoulli Box II (20 Mo)
- 1988 : sortie du lecteur Bernoulli Box 44 Mo
- 1991 : juillet, expédition du lecteur Bernoulli Box 90 Mo
- 1992 : octobre, expédition du lecteur Bernoulli MultiDisk 150.
- 1994 : octobre, expédition du Bernoulli 230 drive.
- 1995 : janvier, expédition du lecteur de bande Iomega Ditto
- 1995 : mars, sortie du lecteur Zip 100 Mo
- 1995 : décembre, expédition Jaz Drive 1 Go Drive
- 1997 : juin, annonce le producteur multimédia de Buz
- 1997 : novembre, Clik dévoilé ! Disque 40 Mo
- 1998 : février, expédition du disque Jaz 2 Go
- 1998 : décembre, expédition du lecteur Zip 250 Mo
- 1999 : expédition du premier lecteur CD-RW interne

### 2000-présent
- 2000 : septembre, lancement du lecteur audio numérique HipZip
- 2000 : octobre, expédition du FotoShow Digital Image Center
- 2000 : décembre, expédition du premier lecteur CD-RW externe
- 2001 : janvier, annonce du système Peerless Drive
- 2001 : mars, expédition du serveur de stockage en réseau (NAS) DataSafe
- 2001 : juillet, éliminant .. un tiers de sa main-d'œuvre, prévoyant de déménager de l'Utah en Californie[13].
- 2002 : avril, annonce de la famille de disques durs portables et externes
- 2002 : août, expédition du lecteur Zip 750 Mo
- 2002 : novembre, lancement de la mini clé USB
- 2003 : mars, lancement du stockage en ligne iStorage
- 2003 : mars, annonce du lecteur de disquette standard externe
- 2003 : juin, annonce du premier lecteur DVD-RW, livraison du 50 millionième lecteur Zip
- 2003 : novembre, lancement du Super DVD QuikTouch
- 2004 : février, lecteur de carte CD-RW/DVD-ROM 7-en-1 expédié
- 2004 : avril, expédition du lecteur REV 35 Go, expédition du lecteur de carte Floppy Plus 7-en-1
- 2004 : septembre, introduction du serveur NAS sans fil
- 2004 : octobre, introduction du REV Autoloader 1000
- 2005 : novembre, annonce du lecteur multimédia ScreenPlay
- 2006 : septembre, introduction du stockage RAID de bureau
- 2008 : janvier, annonce du disque dur portable eGo
- 2008 : avril, EMC a acquis Iomega [14]
- 2008 : avril, annonce du lecteur multimédia ScreenPlay HD
- 2008 : mai, annonce du disque dur de bureau eGo
- 2008 : août, introduction de l'adaptateur multimédia ScreenPlay TV Link
- 2008 : septembre, annonce du nouveau disque dur portable eGo Helium
- 2008 : octobre, annonce StorCenter ix2, annonce ScreenPlay Pro HD Multimedia Drive
- 2009 : janvier, expédition du disque dur Iomega Home Media Network
- 2009 : février, annonce du serveur StorCenter ix4-100
- 2009 : avril, livraison du NAS StorCenter ix4-200r
- 2009 : mai, nouvelle génération de disques durs portables eGo
- 2009 : août, annonce du NAS StorCenter ix4-200d
- 2009 : octobre, annonce StorCenter ix2-200
- 2010 : janvier, livraison de la station de données sans fil Iomega iConnect
- 2010 : janvier, annonce du ScreenPlay Media Player, édition Director ; annoncé v. Technologie de clonage : emmenez votre PC pratiquement n'importe où
- 2010 : avril, Iomega fête ses 30 ans
- 2010 : mai, annonce du NAS StorCenter ix12-300r
- 2010 : juin, lancement du disque dur Skin par Iomega
- 2011 : mars, lancement de la série Cloud Edition IX
- 2013 : janvier, Iomega Corporation a été renommée LenovoEMC Limited, qui est une coentreprise entre Lenovo Group Limited et EMC Corporation. Lenovo détient la majorité du capital de la nouvelle société[15].

## Des produits
Iomega a conçu et fabriqué une gamme de produits destinés à concurrencer et à terme remplacer la disquette 3,5 », notamment le lecteur Zip. Produits Iomega initiaux connectés à un ordinateur via SCSI ou un port parallèle ; les modèles ultérieurs utilisaient l’USB et le FireWire (1994).

### PX4-400d
Le 400 d était un périphérique de stockage en réseau (NAS) multibai. Le 400 d était alimenté par un processeur Intel Atom fonctionnant à 2,13 gigahertz, disposait de 2 gigaoctets de RAM et d’un contrôleur SATA3 capable de déplacer des données à 6 gigabits par seconde. La fonction de sortie HDMI a permis de surveiller les flux en direct des caméras de surveillance. L’unité peut être configurée et gérée sans PC à l’aide d’un écran externe, d’un clavier et d’une souris. Le 400 d est le premier produit de LenovoEMC vendu avec son logiciel LifeLine 4.1, qui a ajouté des fonctions telles qu’un mode domaine, une prise en charge améliorée d’Active Directory et un SDK plus robuste. McAfee ePolicy Orchestrator a été inclus pour la gestion centralisée de la sécurité. Tous les systèmes de marque THINK de Lenovo préinstallés avec Windows 8.1 incluent le connecteur de stockage LenovoEMC afin de faciliter la découverte et la configuration du 400 d et des autres périphériques NAS LenovoEMC.

### Centre de cloud domestique Lenovo Beacon
Au CES internationaux 2014, LenovoEMC a annoncé le Lenovo Beacon Home Cloud Center. Le Beacon est un périphérique de stockage qui permet le partage à distance de données telles que de la musique, des images et des vidéos. Le Beacon permet de diffuser de la musique et des vidéos sur plusieurs appareils. Les téléphones et tablettes Android peuvent être utilisés pour contrôler le Beacon. Il dispose également d’un port HDMI pour permettre la connexion à un téléviseur ou un moniteur. Jusqu’à 6 téraoctets de stockage, RAID 0 et 1, Wi-Fi et Bluetooth sont tous pris en charge.

## Arrêt du produit
À partir de 2018, lenovoemc.com redirige désormais vers lenovo.com, et Lenovo a retiré tous les produits LenovoEMC sur sa page produit, indiquant que ses produits ne sont plus disponibles à l’achat sur lenovo.com.

## Voir également
- Technologie SyQuest